# Пагода мировой випассаны
Пагода мировой випассаны (англ. Global Vipassana Pagoda) — это монумент и зал для медитации в Мумбаи, Индия.
Пагода является центральным сооружением медитационного центра Dhamma Pattana. По форме — это точная копия пагоды Шведагон в Янгоне, Мьянма. Внутри пагода полая — пространство служит залом для медитации.
Архитектурно, это здание является самым крупным однопролётным (то есть без опорных столбов) каменным куполом в мире. По расчётам строителей, пагода должна простоять не одно тысячелетие, поэтому в качестве строительного материала использовался только камень. Кроме того, было решено не использовать колонны для поддержания свода. Для этого во всех камнях высекались вертикальные и горизонтальные пазы, удерживающие камни одновременно в двух плоскостях. Фундамент и нижний уровень были построены из чёрного базальта, в то время как сам купол изготовлен из песчаника. Отдельные блоки из песчаника соединены известковым раствором и весят 600—700 кг каждый. Всего в ходе строительства было использовано 2,5 млн тонн камней. В центральный камень-замок купола замурована часть мощей Гаутамы Будды, найденных первоначально в ступе в деревне Bhattiprolu, Андхра-Прадеш, Южная Индия.
Общая высота сооружения — 96,12 метров, что приблизительно равно высоте 30-этажного здания.
Пагода состоит из трёх суб-куполов, сидящих один над другим. Высота первого и самого большого купола составляет около 29 метров. Внешний диаметр первого купола — 97,46 м. Внутренний диаметр купола — 85,15 м. В центре находится круглый медитационный зал общей площадью более 6000 кв.м. Зал может вместить более 8000 медитирующих одновременно. Вершина пагоды украшена большим кристаллом. Шпиль покрыт настоящим золотом, в то время как остальная часть пагоды покрыта золотой краской.
Планирование строительства пагоды началось в 1997 году. Сами строительные работы начались в 2000 году и велись на пожертвования простых людей, практикующих медитацию випассана. Первый курс медитации был проведён 21 декабря 2008 года; С. Н. Гоенка присутствовал в качестве учителя.
По расчётам специалистов, комплекс Глобал Пагоды способен привлечь около 100 тысяч посетителей в год.
В комплекс Global Vipassana Pagoda входят:
- сам купол Глобал Пагоды;
- медитационный центр Dhamma Pattana;
- художественная галерея, посвящённая жизни Будды;
- две меньшие пагоды с севера и юга от главной;
- библиотека и помещения для занятий;
- кольцевая дорога для обхода вокруг пагоды;
- административное здание;
- подземная парковка;
- два лекционных зала.

Этот памятник способен выступить в качестве связующего звена между разными общинами, различными религиями и сектами, любыми странами и расами. Он позволяет любому человеку практиковать нерелигиозную медитацию випассана, чтобы сделать мир более гармоничным и спокойным местом.
Плата за посещение комплекса Global Vipassana Pagoda и экскурсии не взимается. Дополнительно, дважды в день, посетители старше 10 лет могут принять участие в 20 минутной анапана-медитации. Участникам предлагается в течение 20 минут сидеть в пагоде рядом с мощами Будды и следовать аудио-инструкциям. 
Прохождение 10-дневного курса медитации випасана в Dhamma Pattana возможно по предварительной записи. Курсы бесплатны.